# 베오울프 (2007년 영화)
《베오울프》(영어: Beowulf)는 2007년 개봉한 영국, 미국의 3D, 실사/컴퓨터 애니메이션, 판타지 모험 영화이다. 로버트 저메키스가 감독을 맡았으며, 동명의 고대 서사시가 영화의 원작이다.

## 같이 보기
- 시대극 영화 목록
- 고대 후기